# The Flower Kings
The Flower Kings er en svensk progressiv rockgruppe dannet i 1994 af guitaristen og sangeren Roine Stolt, efter han havde succes med solo-albummet The Flower King.

## Diskografi

### Studioalbum
- Back in the World of Adventures (1994)
- Retropolis (1995)
- Stardust we are (1997) (dobbelt CD)
- Flower Power (1999) (dobbelt CD)
- Alive on Planet Earth (2000) (live)
- Space Revolver (2000)
- The Rainmaker (2001)
- Unfold the Future (2002) (dobbelt CD)
- Adam & Eve (2004)
- Paradox Hotel (2006) (dobbel CD)
- The Sum of no Evil (2007)
- Banks of Eden (2012)
- Desolation Rose (2013)
- Waiting for Miracles (2019)
- Islands (2020)
- By Royal Decree (2022)
- Look At You Now (2023)

### Livealbum
- Alive on Planet Earth (2000)
- Meet the Flower Kings (2003) (dobbelt live CD og DVD)

### Limited Edition Official Bootlegs
- Édition Limitée Québec (1998) (ikke tidligere udgivne numre og liveoptagelser)
- Live In New York - Official Bootleg (2002)
- BetchaWannaDanceStoopid!!! (2004)

### Fan Club-album
- Fan Club 2000 (2000)
- Fan Club 2002 (2002)
- Fan Club 2004 (2004)
- Fan Club 2005 / Harvest (2005)

### Opsamlingsalbum
- Scanning The Greenhouse (1998)

| Musikgruppe | Spire Denne artikel om en svenske musikgruppe er en spire som bør udbygges. Du er velkommen til at hjælpe Wikipedia ved at udvide den. |